# Groppenbruch
Groppenbruch ist ein Stadtteil im Dortmunder Norden und gehört zum Stadtbezirk Mengede.

## Geographie
Groppenbruch liegt südlich und nördlich der Bundesautobahn 2 und grenzt im Westen an die Emscher. Der Stadtteil wird vom Dortmund-Ems-Kanal durchquert. Neben Wohnbebauung verfügt der Stadtteil über eine Baustofffabrik mit eigenem Hafen und einer alteingesessenen Waffelfabrik.
Im Norden grenzt Groppenbruch an Waltrop. 
Der Ort liegt auf einer Höhe von 65 m ü. NHN.

## Geschichte
Der Name Groppenbruch wird aus dem germanischen Wort Xroppa (Kugelförmige Töpfereierzeugnisse) und Bruch = Niederung abgeleitet.
Erste keltische Siedlungen datieren Archäologen in die Zeit von 500 bis 200 v. Chr. Beim Bau der Bundesautobahn 2 wurden unter anderem auch römische Münzen gefunden, die auf regen Handel zu Zeiten der Römer hindeuten. 
Groppenbruch wurde erstmals urkundlich im Jahr 1349 mit Gobelinus in deme Gropenbroke erwähnt. 1362 wird ein Christiano in den Gropenbroke im Urbar der Reichsabtei Werden geführt. Zwischen 1382 und 1839 Einzelhöfe in Gropenbroke urkundlich genannt. Als Bauerschaft Groppenbruech ab 1648 erwähnt. Im Jahr 1841 erscheint erstmals der heutige Ortsname Groppenbruch in einer Ortschaftstabelle.
Groppenbruch gehörte im Spätmittelalter und der Frühen Neuzeit zur Grafschaft Dortmund, zeitweise zur Grafschaft Mark und ab 1504 zur Reichsstadt Dortmund.
Im 19. Jahrhundert war Groppenbruch eine Landgemeinde im Landkreis Dortmund und Amt Castrop. 1885 hatte die Gemeinde (plus 1 Wohnplatz) eine Fläche von 3,74 km², davon 138 ha Ackerland, 35 ha Wiesen und 36 ha Holzungen. Es gab 30 Wohngebäude mit 32 Haushaltungen und 227 Einwohner.
Am 27. Oktober 1917 wurde Groppenbruch nach Mengede eingemeindet und am 1. April 1928 schließlich zusammen mit Mengede in die Stadt Dortmund eingegliedert.

### Bevölkerungsentwicklung
| Jahr      | 2003 | 2008 | 2013 |
| --------- | ---- | ---- | ---- |
| Einwohner | 352  | 390  | 398  |